# 윤일상 (정치인)
윤일상(尹一相, 1908년 9월 10일 ~ 1975년 9월 28일)은 대한민국 정치인이다. 제3대 국회의원을 지냈다.

## 학력
- 수원고등농림학교 졸업
- 수원농림전문학교 졸업
- 대한민국 국방대학교 행정학사 1기(1956년)

## 약력
- 경기도 강화중학교 제2대 교장
- 국민회 경기도지회 강화군지부 수석차장
- 경기도 강화군 양도면의회 의장
- 경기도 강화축산농업조합 조합장
- 경기도 강화어업조합 조합장
- 자유당 경기도 강화군 지구당 위원장
- 자유당 지방자치행정위원
- 자유당 상임위원
- 자유민주당 전임위원
- 자유민주당 중앙행정위원
- 민정당 최고위원
- 민중당 상임고문
- 신민당 전임고문(1968년 퇴임)

## 역대 선거 결과
|  | 34.92% |

|  | 53.65% |

|  | 43.43% |

## 참고 자료
- 윤일상 - 대한민국헌정회